# Ryszard Paszko

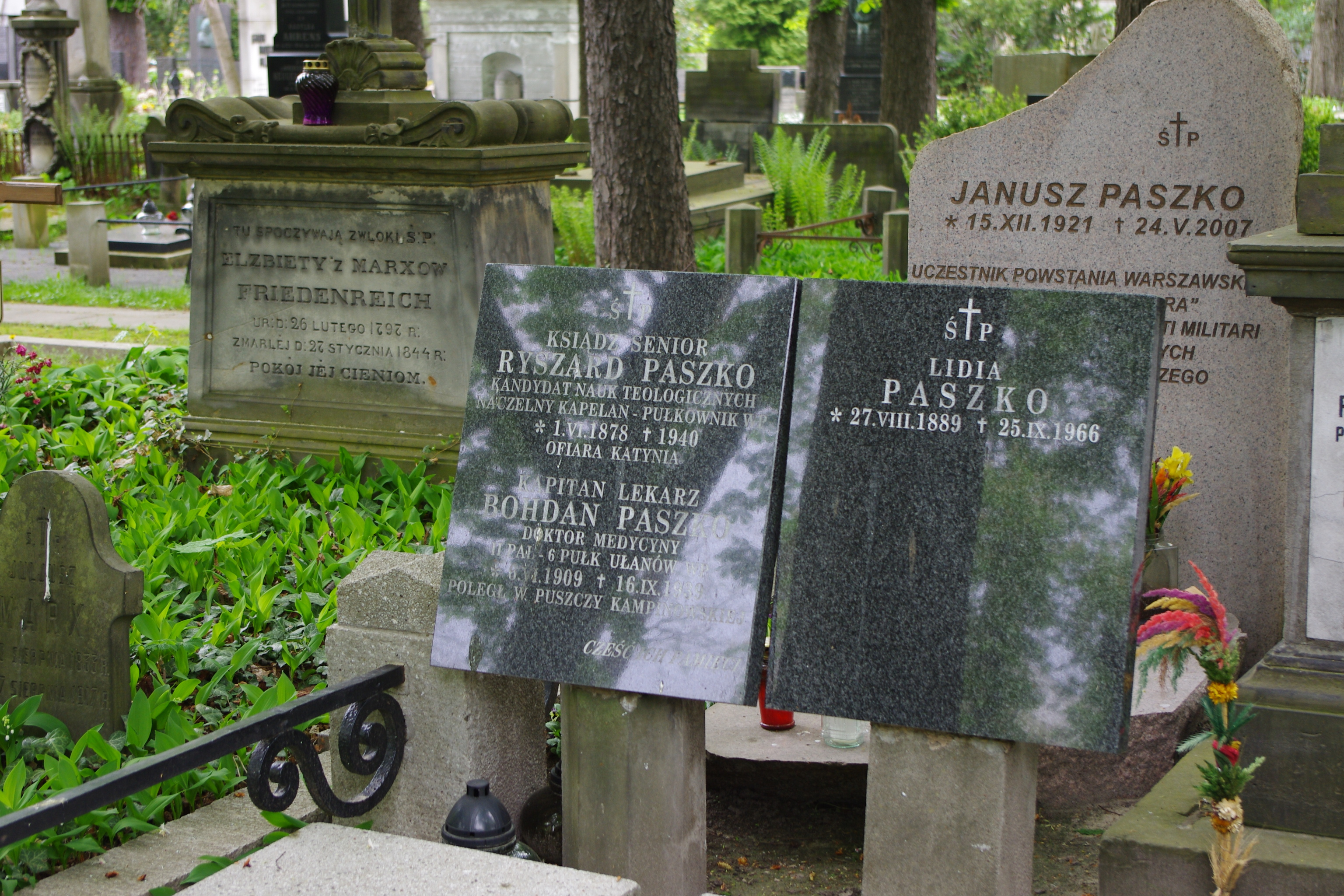
Symboliczny grób ks. Ryszarda Paszko na Cmentarzu ewangelicko-augsburskim w Warszawie

Ryszard Paszko vel Paszke (ur. 1 czerwca 1878 w Stokach, zm. 17–21 kwietnia 1940 w Kalininie) – duchowny wyznania ewangelicko-augsburskiego, senior Wojska Polskiego, ofiara zbrodni katyńskiej.

## Życiorys
Urodził się 1 czerwca 1878 w kolonii Stoki, w ówczesnym powiecie piotrkowskim guberni piotrkowskiej, w rodzinie Adolfa Gustawa Paszke, nauczyciela, i Karoliny z Kieberników (Köbernick). W latach 1886–1895 uczył się w ośmioklasowym gimnazjum klasycznym w Łodzi. Następnie studiował na Uniwersytecie w Dorpacie (w latach 1895–1899 na fakultecie teologicznym, a w latach 1899–1900 na fakultecie historyczno-filologicznym). W 1900 uzyskał stopień naukowy kandydata (licencjata) teologii za pracę historyczną „Kardynał Hozjusz i początki kontrreformacji w Polsce”. Podczas studiów przyjęty do korporacji akademickiej Konwent Polonia.
24 czerwca 1900 został ordynowany (wyświęcony) na księdza w parafii w Zgierzu. 1 stycznia 1902 został wikariuszem Parafii Ewangelicko-Augsburskiej w Tomaszowie Mazowieckim. 1 lipca 1903 został mianowany administratorem parafii Babiak i filii Koło z miejscem zamieszkania w Kole. Obowiązki pastora łączył z pracą nauczyciela w rosyjskiej Szkole Realnej, a następnie polskiej Szkole Handlowej w Kole. W 1910 został sekretarzem Rady Opiekuńczej szkoły, a w 1914 pełnił obowiązki kierownika szkoły. W 1915 za propagowanie polskiego patriotyzmu został internowany przez Niemców w Celle pod Hanowerem. Od sierpnia 1916, po uwolnieniu, pracował jako pastor w Łomży. W marcu 1918 r. za krzewienie polskości wśród młodzieży szkolnej oraz wśród wiernych parafii szef cesarsko-niemieckiego Zarządu Cywilnego Generalnego Gubernatorstwa Warszawskiego „zawiesił go w urzędowaniu i wysiedlił z ziemi łomżyńskiej”. 4 listopada 1918 oddał się do dyspozycji Ministerstwa Spraw Wojskowych, lecz ze względów formalnych nie został wówczas przyjęty do służby.
25 września 1919 Naczelny Wódz Wojsk Polskich mianował go kapelanem wyznania ewangelickiego w VII klasie rangi i przydzielił do Departamentu I Mobilizacyjno-Organizacyjnego Ministerstwa Spraw Wojskowych (Sekcja Religijno-Wyznaniowa) i administratorem parafii Wniebowstąpienia Pańskiego w Warszawie przy ulicy Puławskiej 2/4, jedynego ewangelickiego kościoła garnizonowego. Pracował również jako nauczyciel: w grudniu 1921 r. otrzymał nominację na nauczyciela kontraktowego religii ewangelickiej w Państwowym Gimnazjum im. Tadeusza Reytana w Warszawie. Pełnił służbę na stanowisku szefa Głównego Urzędu Duszpasterskiego Wyznania Ewangelicko-Augsburskiego, a od 1927 – szefa Wydziału Wyznania Ewangelicko-Augsburskiego Biura Wyznań Niekatolickich Ministerstwa Spraw Wojskowych.
3 maja 1922 został zweryfikowany w stopniu naczelnego kapelana ze starszeństwem z dniem 1 czerwca 1919 i 1. lokatą w duchowieństwie wojskowym wyznania ewangelicko-augsburskiego. 8 sierpnia 1922 został przemianowany na seniora z tym samym starszeństwem i lokatą.
Z dniem 30 września 1929 został przeniesiony w stan spoczynku. 
7 września 1939, w czasie kampanii wrześniowej, mimo że nie podlegał obowiązkowi służby wojskowej, pozostawił rodzinę w Sulejówku pod Warszawą, dołączył do grupy żołnierzy bez oficera i objął nad nimi dowództwo, aby na ich czele uczestniczyć w walkach. Po agresji ZSRR na Polskę, pod koniec września dostał się do niewoli sowieckiej w okolicy Zamościa. 28 października 1939 znajdował się na liście jeńców więzionych w obozie w Putywlu, skąd przewieziono go w listopadzie 1939 do obozu jenieckiego w  Kozielsku. W wigilię Bożego Narodzenia 1939 został wywieziony z Kozielska razem grupą 41 jeńców, m.in. Czesławem Wojtyniakiem, Józefem Skorellą oraz Edmundem Nowakiem. 29 grudnia 1939 przebywał w obozie jenieckim w Ostaszkowie. Między 16 a 19 kwietnia 1940 został przekazany do dyspozycji naczelnika Obwodowego Zarządu NKWD w Kalininie – lista wywózkowa nr 027/3 z 13 kwietnia 1940, pozycja 33. Między 17 a 21 kwietnia 1940 został zamordowany w Kalininie (obecnie Twer) przez funkcjonariuszy Obwodowego Zarządu NKWD w Kalininie oraz pracowników NKWD przybyłych z Moskwy na mocy decyzji Biura Politycznego KC WKP(b) z 5 marca 1940. Ofiary tej zbrodni grzebano potajemnie na terenie leśnym, w bezimiennych mogiłach zbiorowych,, gdzie od 2 września 2000 mieści się oficjalnie Polski Cmentarz Wojenny w Miednoje.

### Życie prywatne
W 1908 ożenił się z Lidią z Denelów (1889–1966), z którą miał czworo dzieci: Bohdana (1909–1939), kapitana lekarza, naczelnego lekarza 6 pułku ułanów, Halinę Paszko-Sachnowską (1913–2009), dziennikarkę, żołnierza AK zgrupowania Sulejówek, Janusza „Zadora” (1921–2007), kapitana, kawalera Orderu Virtuti Militari, i Stefana (1918–1918). Mieszkał we wsi Sulejówek pod Warszawą. W latach 1934-38 był prezesem Stowarzyszenia Przyjaciół Sulejówka. 

## Upamiętnienie
W 55. rocznicę zbrodni katyńskiej, w kwietniu 1995, odsłonięto w kościele pw. Najświętszej Maryi Panny Matki Kościoła w Sulejówku, pamiątkową tablicę poświęconą sześciu zamordowanym w Katyniu mieszkańcom Sulejówka, w tym Ryszardowi Paszko.

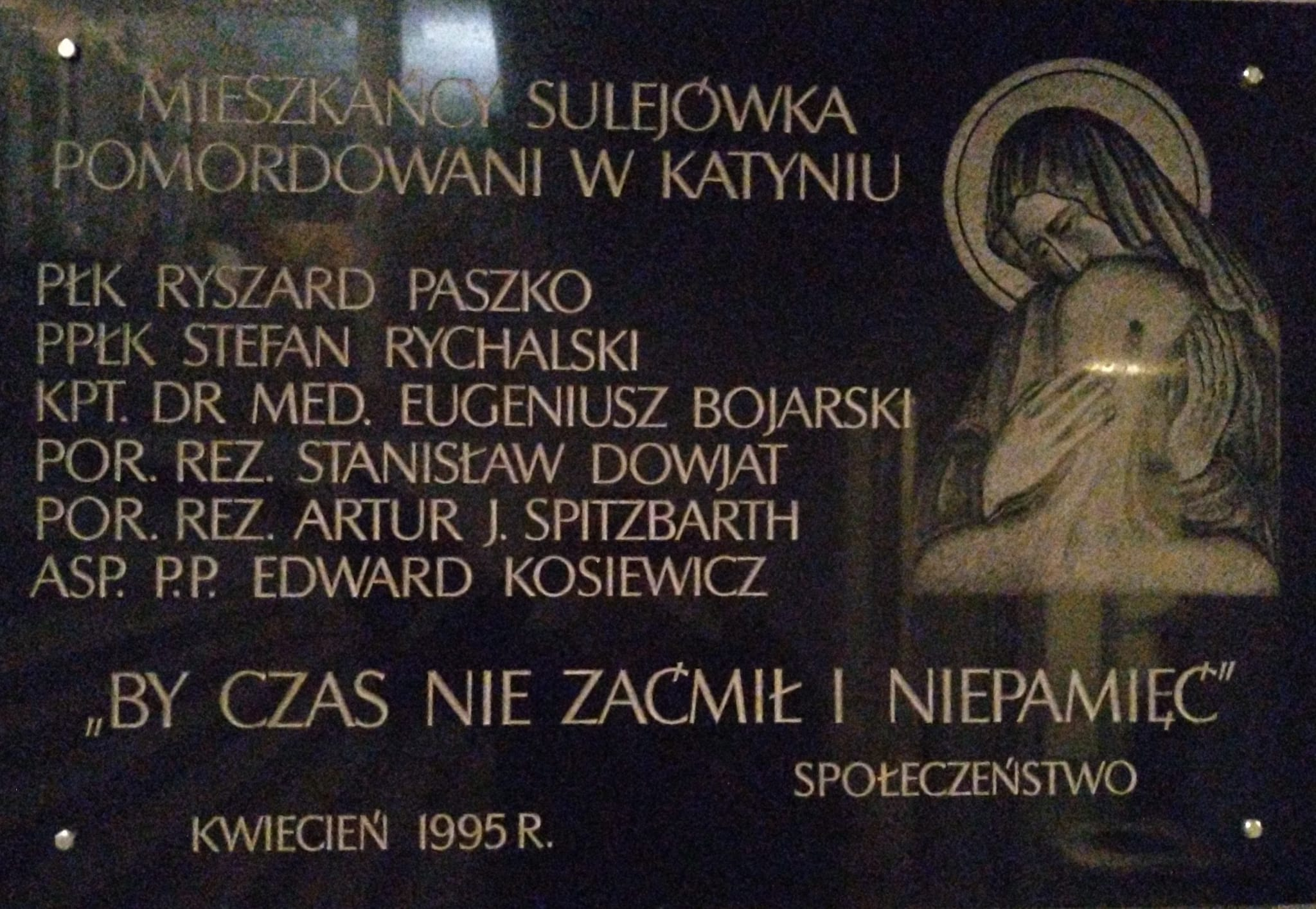
Tablica upamiętniająca ofiary zbrodni katyńskiej z Sulejówka

13 czerwca 1998 Ryszard Paszko został pośmiertnie uhonorowany tytułem Zasłużonego dla Miasta Sulejówek.
12 listopada 2006 z okazji święta niepodległości Ewangelickie Duszpasterstwo Wojskowe nadało Kaplicy Ewangelickiej Żołnierza Polskiego przy ul. Nowowiejskiej 26 w Warszawie imię ks. sen. płk. Ryszarda Paszko. Kaplica ta jest drugim miejscem w Warszawie, obok symbolicznego grobu na cmentarzu ewangelicko-augsburskim przy ul. Młynarskiej (aleja 12, rząd 12, miejsce 13), przypominającym o tej postaci.
Postanowieniem nr 112-48-07 Prezydenta RP Lecha Aleksandra Kaczyńskiego z 5 października 2007 ks. sen. Ryszard Paszko został pośmiertnie awansowany na stopień generała brygady. Awans został ogłoszony 9 listopada 2007 w Warszawie, w trakcie uroczystości „Katyń Pamiętamy – Uczcijmy Pamięć Bohaterów”.
W 2008, w ramach akcji „Katyń... pamiętamy” / „Katyń... Ocalić od zapomnienia”, posadzono Dąb Pamięci Ryszarda Paszko przy Gimnazjum nr 1 w Rogoźnie.
12 maja 2019 w Kalwarii Pacławskiej odbyła się uroczystość związana z odsłonięciem i poświęceniem tablicy pamiątkowej i Alei Dębów Pamięci Kapelanów Katyńskich przy kaplicy „Ukrzyżowanie”. Wśród 32 kapelanów wojskowych różnych wyznań, zamordowanych w Katyniu i innych miejscach kaźni w 1940, jest wymieniony gen. bryg. Ryszard Paszko.

## Ordery i odznaczenia
- Krzyż Oficerski Orderu Odrodzenia Polski – 31 grudnia 1923[37][38]
- Medal Niepodległości – 15 czerwca 1932 „za pracę w dziele odzyskania niepodległości”[39]
- Medal Pamiątkowy za Wojnę 1918–1921[40]
- Medal Dziesięciolecia Odzyskanej Niepodległości
- Odznaka Pamiątkowa Więźniów Ideowych nr 430[41][42]
- Złoty napierśny krzyż dla duchownych – 1913[43]